# Józef Dąbrowski (duchowny polonijny)
Józef Dąbrowski (ur. 10 stycznia 1842 w Żółtańcach, zm. 15 lutego 1903 w Detroit) – polski duchowny rzymskokatolicki, powstaniec styczniowy, założyciel seminarium duchownego, pedagog, pionier szkolnictwa polskiego w USA.

## Życiorys
Urodził się 10 stycznia 1842 w Żółtańcach koło Chełma. W 1861 ukończył Gimnazjum Lubelskie im. Stanisława Staszica. Rozpoczął studia, matematyczne w Szkole Głównej w Warszawie. W 1863, gdy wybuchło powstanie styczniowe, wstąpił do oddziału Ludwika Mierosławskiego i walczył pod Krzywosądzem. Uciekł za granicę ze względu na nasilające się prześladowania Polaków. Przebywając w Dreźnie, studiował matematykę i chemię. Dalszą naukę podjął w Lucernie i Bernie w Szwajcarii.
Pod kierunkiem słynnego o. Semenenki wstąpił do Kolegium Polskiego w Rzymie. Święcenia kapłańskie otrzymał 1 sierpnia 1869 roku.

## Duszpasterstwo w Ameryce
Przybywszy do USA w roku 1870 udał się do stanu Wisconsin, z zamiarem poświęcenia się pracy duszpasterskiej wśród polskich emigrantów i w tym roku został mianowany duszpasterzem Polonii w Wisconsin, gdzie przez pięć lat walczył z ciężkimi warunkami, w jakich przyszło żyć jednej z najstarszych polskich społeczności w Stanach Zjednoczonych. Przez 13 lat był proboszczem w Poland Center Wisconsin. Jednocześnie pełnił funkcje misyjne wśród Indian.

## Założyciel seminarium
Józef Dąbrowski podjął myśl utworzenia polskiego seminarium duchownego w USA. W 1883 roku przeniósł się w tym celu do Detroit.
Za namową kardynała Mieczysława Ledóchowskiego, który nie był w stanie podołać zapotrzebowaniu biskupów polskich w USA domagających się sprowadzania z kraju kapłanów i kleryków katolickich, o. Leopold Moczygemba - franciszkanin od lat pracujący w Ameryce jako wysłannik papieski – wystąpił z apelem o zebranie wśród Polonii funduszy (8000 USD) dla polskiego seminarium.
Będąc w podeszłym wieku o. Moczygemba zadanie przekazał dynamicznie działającemu ks. Józefowi Dąbrowskiemu. Ten rozpoczął budowę seminarium w 1884. W dniu 24 lipca 1885, biskup Ryan z Buffalo, w asyście bpa Borgessa z Detroit pobłogosławił kamień węgielny. W roku następnym Dąbrowski rozpoczął budowę pierwszego gmachu szkolnego polskich Zakładów Naukowych – Seminarium św. Cyryla i Metodego – w Detroit. Seminarium zostało otwarte w 1887, a ks. Józef Dąbrowski przez dziewiętnaście lat był jego rektorem. W 1885 roku założył również St. Mary’s Preparatory – katolicką szkołę średnią dla chłopców.
Zachęcał oo. zmartwychwstańców, by przyjeżdżali do Chicago i Milwaukee i by zakładali seminaria duchowne wśród Polonii, skąd mogliby wysłać misjonarzy do rozproszonych po Stanach Zjednoczonych skupisk Polaków.
W 1879 jego plebania i kościół zostały zniszczone przez pożar. Ks. Dąbrowski odbudował je w ciągu trzech lat.
W 1882 słabe zdrowie zmusiło go do dymisji, ale nie pozostawił wiernych w Detroit. Gdy w 1874 sprowadzono do Stanów Zjednoczonych ss. felicjanki z Krakowa, pomagał im otwierać oddziały na terenie całego kraju. Z zadowoleniem przyjął zakonnice nauczające polskie dzieci i opiekujące się polskimi sierotami, a zwłaszcza pracującymi dziewczętami.
W 1891 rozpoczął wydawanie w Detroit tygodnika „Niedziela” i budowę nowych budynków parafialnych. Dążył do likwidacji lokali z wyszynkiem.
Pod koniec życia otrzymał w darze od Irlandczyków 20 akrów (81 000 m²) pod budowę nowych budynków. W 1902 zabudowania zostały powiększone.

## Śmierć
Kilka dni przed swoją śmiercią ks. Józef Dąbrowski wdał się w konflikt i w konsekwencji wydalił kilku zbuntowanych seminarzystów. W dniu 9 lutego 1903 roku doznał udaru mózgu i paraliżu; zmarł 15 lutego 1903 w Detroit. Pamiętając o nim, organizatorzy obchodów dorocznego święta seminarium, organizują jubileuszowe uroczystości.
Jego następcy przenieśli seminarium i polskie Zakłady Naukowe do pobliskiego Orchard Lake.